# Oenothera longissima
Oenothera longissima är en dunörtsväxtart som beskrevs av Rydberg. Oenothera longissima ingår i släktet nattljussläktet, och familjen dunörtsväxter. Inga underarter finns listade i Catalogue of Life.

## Bildgalleri

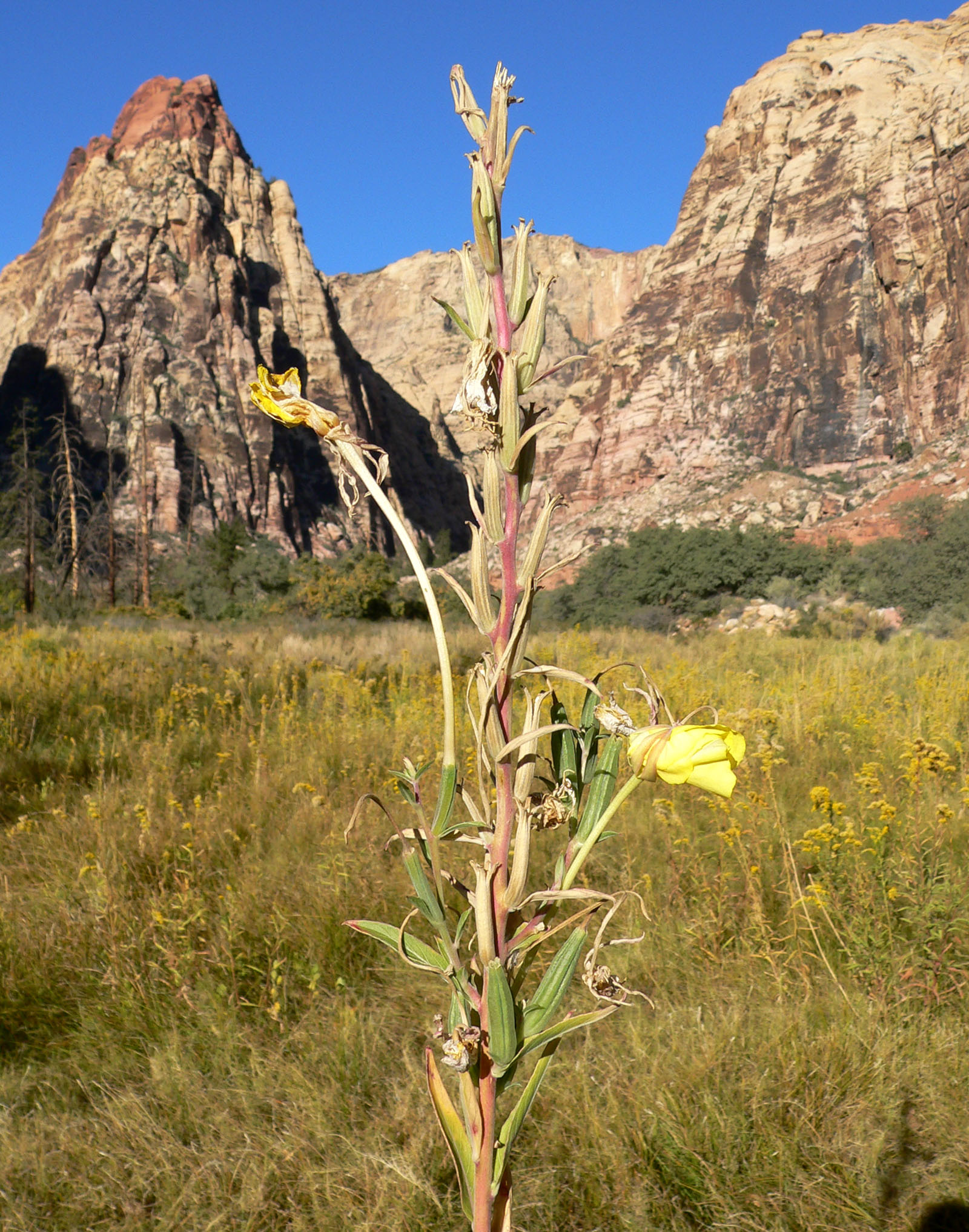
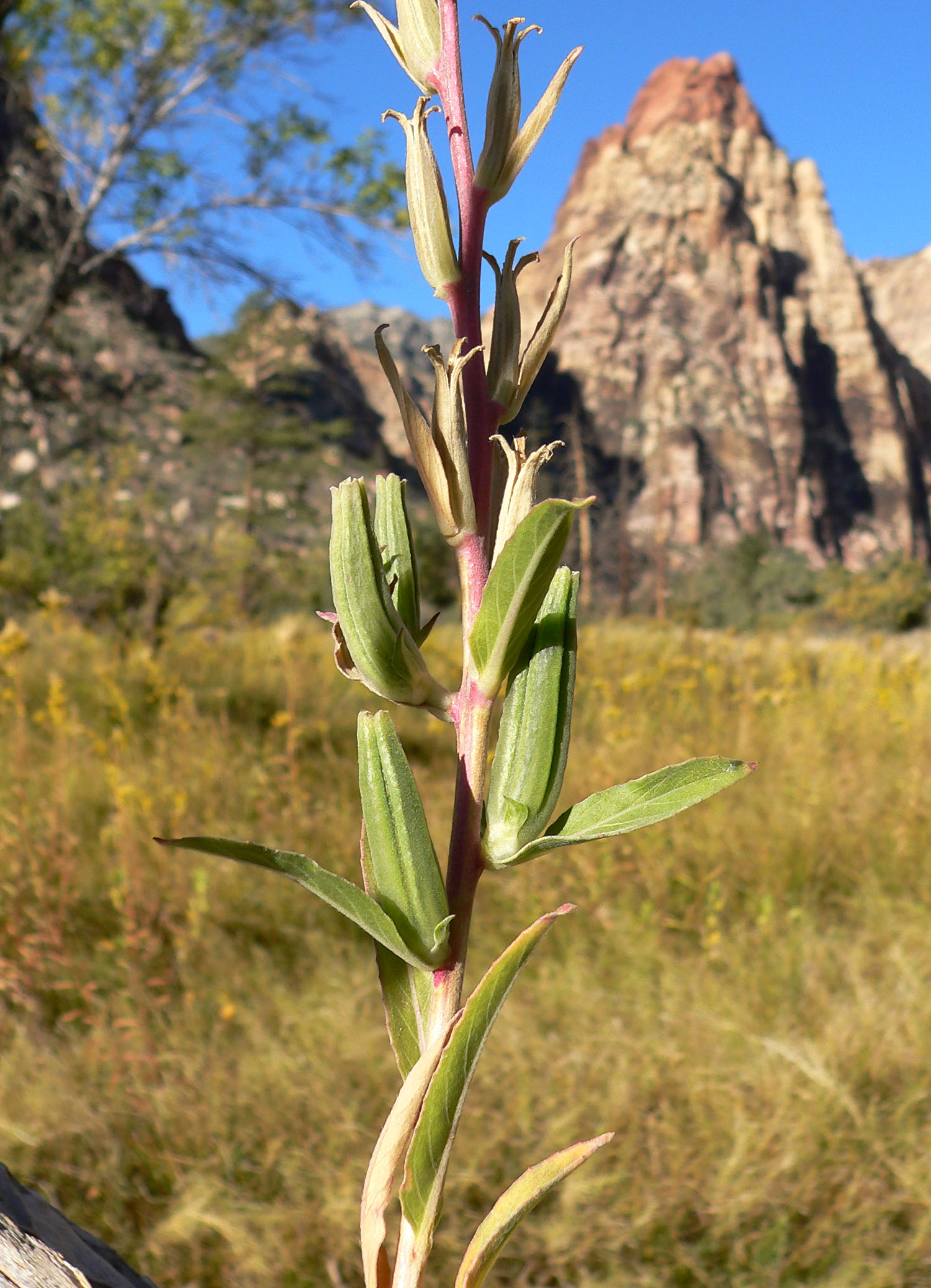
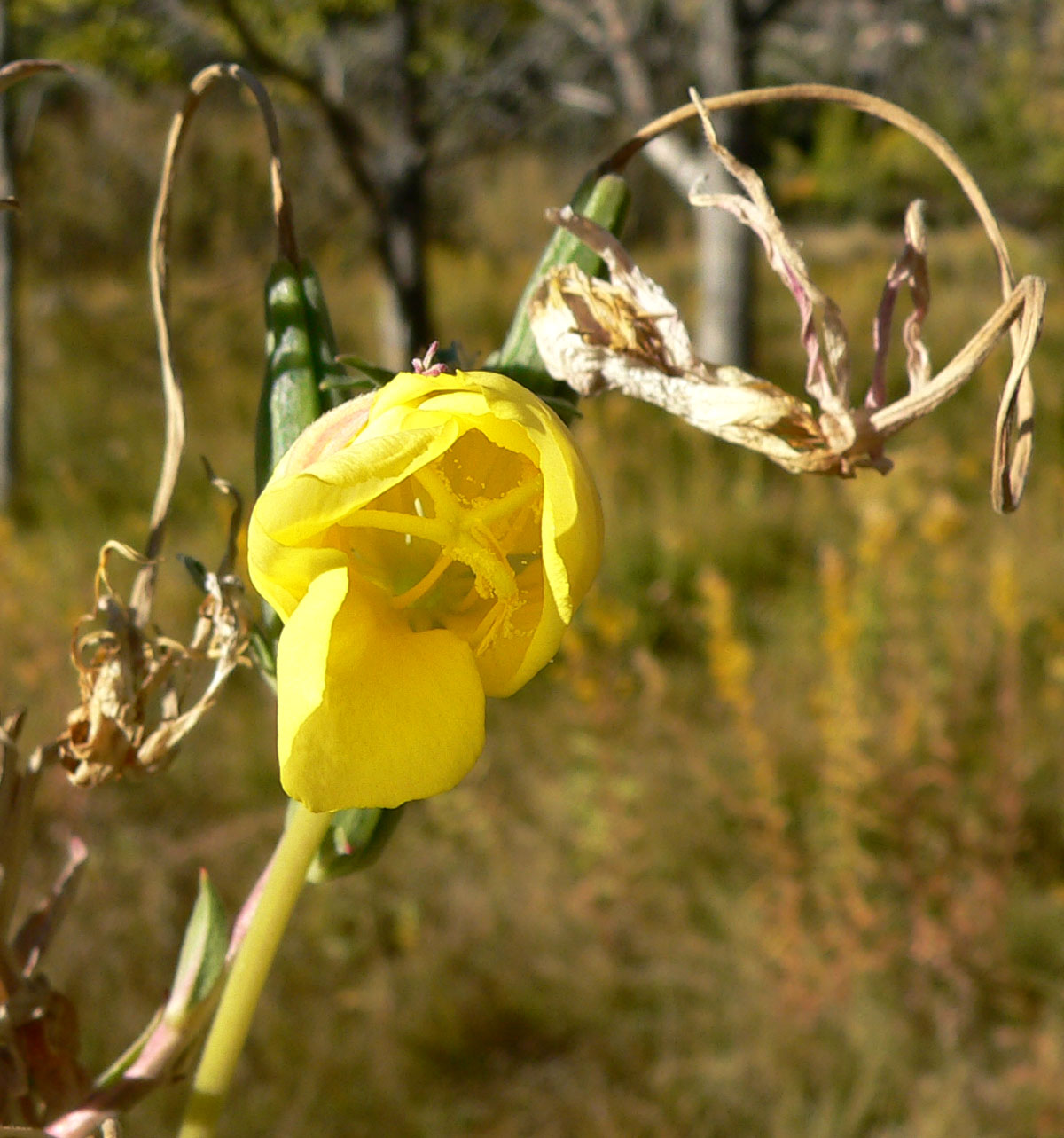
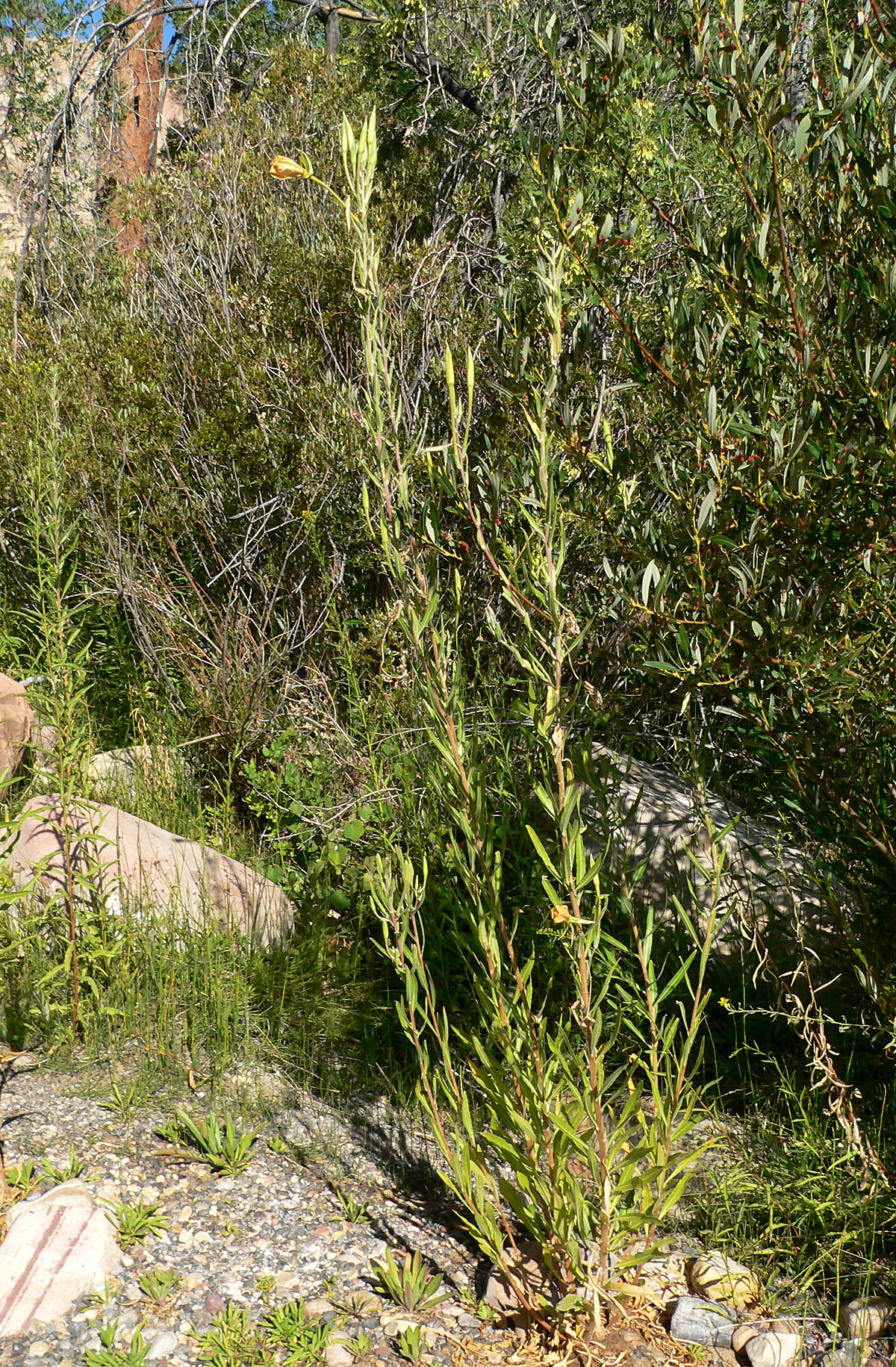
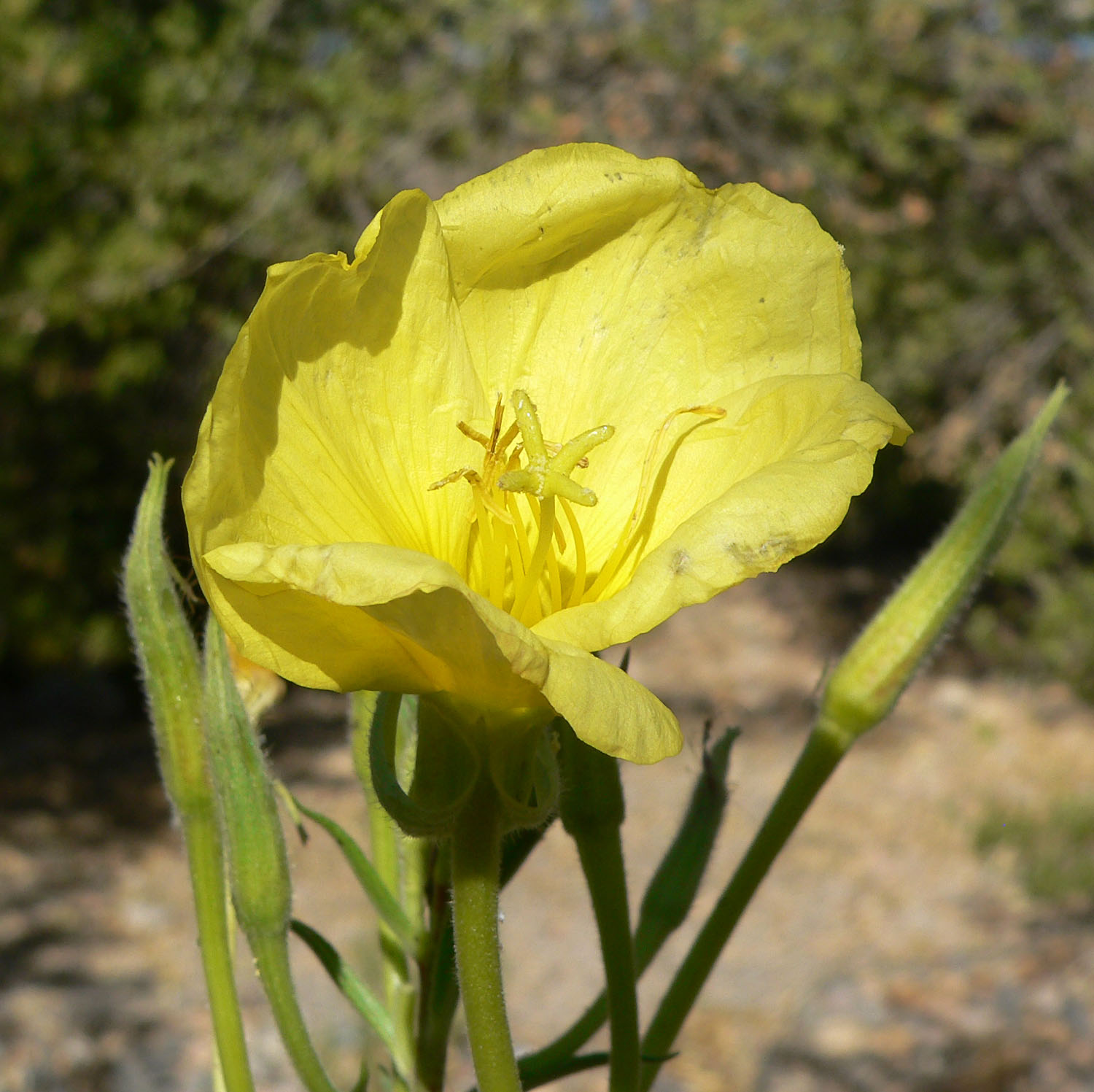
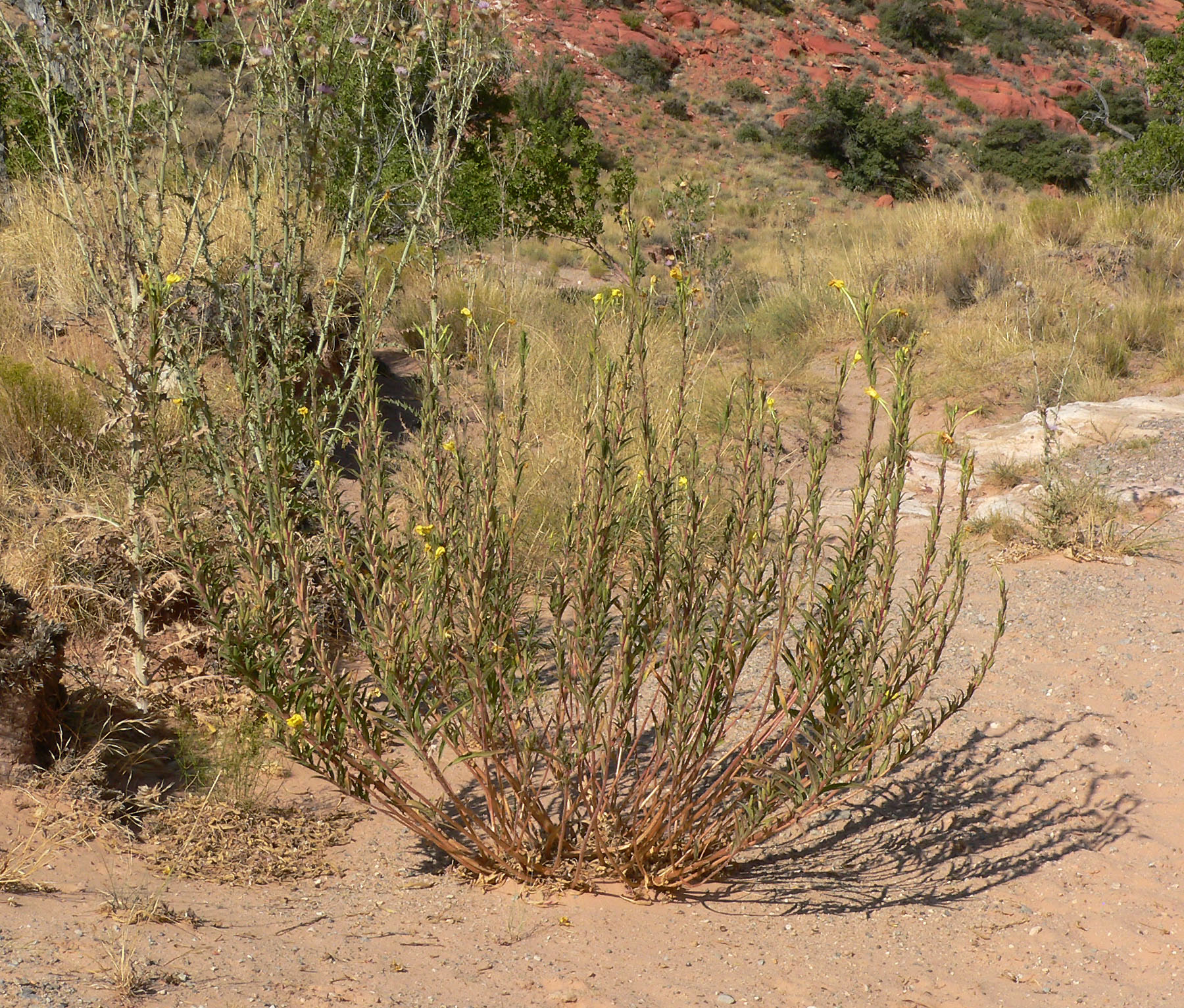